# Okres Mělník
Der Okres Mělník (deutsch Bezirk Melnik) ist ein Bezirk in Tschechien.
Das Gebiet des Okres Mělník liegt im Norden der Region Středočeský kraj und breitet sich beidseitig der Flüsse Elbe und Moldau aus. Es handelt sich um eine Ebene, deren höchster Punkt Vrátenská hora bei Mšeno ist (508 Meter n.m.). Der tiefste Punkt des Kreises ist die Oberfläche der Elbe beim Dorf Horní Počaply (153 Meter).
Auf 701 km² leben in 69 Gemeinden rund 95.800 Einwohner, in den sieben Städten Mělník, Kralupy nad Vltavou, Neratovice, Kostelec nad Labem, Mšeno, Liběchov und Veltrusy 62 % aller Einwohner.
Bis in die Mitte des vorigen Jahrhunderts wurde vor allem Landwirtschaft betrieben. Nach dem Zweiten Weltkrieg begann man mit dem Bau von chemischen Betrieben, Versorgungsunternehmen und Lebensmittelindustrie, die den Charakter der Landschaft stark prägten und zur großen Umweltbelastung wurden. Die größten Betriebe sind in Kralupy (Kaučuk und PROTOS) in Neratovice (Spolana), in Byšice (Orkla Foods Česko a Slovensko, bis 2016 als Vitana firmierend) und in Horní Počaply (Elektrizitätswerk). In der Landwirtschaft wird Gemüse und Obst sowie Wein angebaut.
52,9 % der Bevölkerung gehört zu den Beschäftigten, 31 % davon im verarbeitenden Gewerbe. Der Bruttolohn beträgt 16.937 Kronen und liegt in etwa im Kreisdurchschnitt. Die Arbeitslosigkeit beträgt 8,7 %.

## Sehenswürdigkeiten
In Mělník gibt es neben einigen Wäldern und Naturparks auch eine Reihe von Denkmälern:
- Burg Kokořín aus dem 14. Jahrhundert. Sie gehört zu den meistbesuchten Burgen im Land.
- Renaissance-Schloss Nelahozeves
- Schloss Liblice aus dem Jahr 1699
- Schloss Liběchov (mit orientalischen Sammlungen),
- Schloss Mělník
- Barock-Schloss Veltrusy.
- Moldaukanal

Zum 1. Januar 2007 kamen die Gemeinde Dolany aus dem Okres Praha-západ, Olovnice aus dem Okres Kladno sowie Čakovičky, Kojetice und Postřižín aus dem Okres Praha-východ hinzu. Gleichzeitig wechselten die Gemeinden Borek, Dřísy, Konětopy, Křenek, Lhota und Záryby zum Okres Praha-východ.

## Städte und Gemeinden

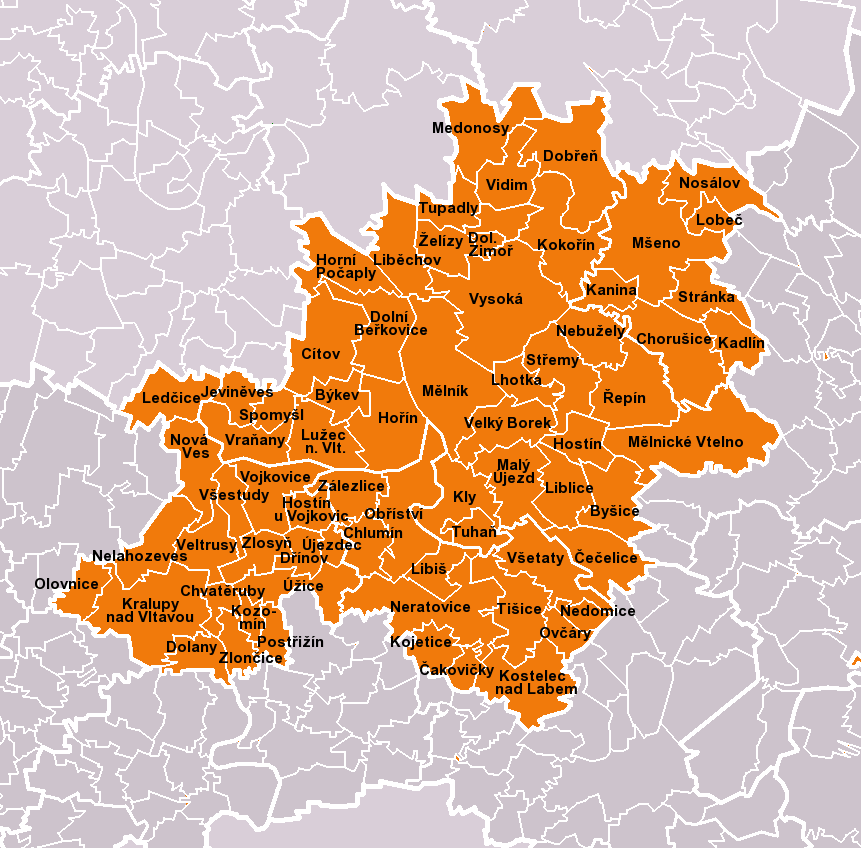
Städte und Gemeinden des Bezirks

Býkev – Byšice – Čakovičky – Cítov – Čečelice – Dobřeň – Dolany – Dolní Beřkovice – Dolní Zimoř – Dřínov – Horní Počaply – Hořín – Hostín – Hostín u Vojkovic – Chlumín – Chorušice – Chvatěruby – Jeviněves – Kadlín – Kanina – Kly – Kojetice – Kokořín – Kostelec nad Labem – Kozomín – Kralupy nad Vltavou – Ledčice – Lhotka – Liběchov – Libiš – Liblice – Lobeč – Lužec nad Vltavou – Malý Újezd – Medonosy – Mělnické Vtelno – Mělník – Mšeno – Nebužely – Nedomice – Nelahozeves – Neratovice – Nosálov – Nová Ves – Obříství – Olovnice – Ovčáry – Postřižín – Řepín – Spomyšl – Stránka – Střemy – Tišice – Tuhaň – Tupadly – Újezdec – Úžice – Velký Borek – Veltrusy – Vidim – Vojkovice – Vraňany – Všestudy – Všetaty – Vysoká – Zálezlice – Zlončice – Zlosyň – Želízy